# Плодопитомник (Адыгея)
Плодопито́мник — посёлок в Кошехабльском муниципальном районе Республики Адыгея России.
Входит в состав Дмитриевского сельского поселения.

## Население
| 2002 | 2010 | 2013 | 2014 | 2015 | 2016 | 2017 |
| ---- | ---- | ---- | ---- | ---- | ---- | ---- |
| 64   | ↗94  | →94  | ↘92  | →92  | →92  | ↘88  |
| 2018 | 2019 | 2020 | 2021 | 2023 | 2024 |      |
| ↗90  | ↗91  | ↗92  | ↘67  | →67  | ↗68  |      |

По данным Всероссийской переписи населения 2021 года:
| Народ           | Численность, чел. | Доля от всего населения, % |
| --------------- | ----------------- | -------------------------- |
| русские         | 55                | 82,09 %                    |
| адыги (черкесы) | 4                 | 5,97 %                     |
| татары          | 4                 | 5,97 %                     |
| армяне          | 4                 | 5,97 %                     |
| всего           | 67                | 100,0 %                    |

## Улицы
В посёлке имеются две улицы — Майская и Центральная.